# 吴策线虫属
吴策线虫属（学名：Wuchereria）为蟠尾丝虫科的一个属。

## 下属物种
本属包括以下物种：
- 班氏吴策线虫 Wuchereria bancrofti (Cobbold, 1877)，班氏丝虫
- 路氏吴策线虫 Wuchereria lewisi [2]
- 马来吴策线虫 Wuchereria malayi